# D'amour et de courage
Pour les articles homonymes, voir Touch Me.

D'amour et de courage (Touch Me) est un film américain réalisé par H. Gordon Boos en 1997.

## Synopsis
Adam (Michael Vartan) est jeune homme beau et célibataire. Il dirige un club de gymnastique et tombe amoureux d'une de ses employées, Bridget (Amanda Peet), professeur de yoga, et parallèlement comédienne de théâtre.
Alors qu'ils sortent ensemble depuis très peu de temps, Bridget se rend au chevet de son ex-amoureux, Michael (Bail en version originale), qui est atteint du virus du sida. Ce dernier l'informe de sa maladie pour la prévenir qu'elle peut être contaminée. Il lui demande si elle a déjà fait un test de dépistage. Afin de le rassurer, elle lui dit qu'elle n'est pas malade. Malheureusement, elle n'a jamais fait de test. Elle se résout à faire un test de dépistage, qui se révèle positif.

## Distribution
- Amanda Peet : Bridgette
- Michael Vartan : Adam
- Peter Facinelli : Bail
- Kari Wuhrer : Margot
- Erica Gimpel : Kareen
- Jamie Harris : Link
- Greg Louganis : David
- Stephen Macht : Robert
- Andrew Divoff : Dr. Vachenko
- Ann Turkel : Linda
- Glenn Gaylord : Alan
- Jenette Goldstein : Gabrielle
- Tim Quill : Michael
- Jon Sklaroff : Max the Actor